# Ruggero Maregatti
Ruggero Maregatti, född 14 juli 1905 i Milano, död 20 oktober 1963, var en italiensk friidrottare.
Maregatti blev olympisk bronsmedaljör på 4 x 100 meter vid sommarspelen 1932 i Los Angeles.